# 卓越大学联盟

卓越大学联盟

卓越人才培养合作高校联盟，简称卓越大学联盟或卓越联盟（英語：Excellence 9, E9），是9所中国大陆高校组成的大学联盟，于2010年11月成立。

## 成员
卓越联盟的成员为9所以理工科见长的高校，成员均为“双一流”A类高校、卓越计划和原“985工程”建设高校。
| 学校名称       | 加入时间       | 注册地           | 主管单位 |
| -------------- | -------------- | ---------------- | -------- |
| 北京理工大学   | 2010年11月25日 | 北京市           | 工信部   |
| 重庆大学       | 2010年11月30日 | 重庆市           | 教育部   |
| 大连理工大学   | 2010年11月25日 | 辽宁省大连市     | 教育部   |
| 东南大学       | 2010年11月25日 | 江苏省南京市     | 教育部   |
| 哈尔滨工业大学 | 2010年11月25日 | 黑龙江省哈尔滨市 | 工信部   |
| 华南理工大学   | 2010年11月25日 | 广东省广州市     | 教育部   |
| 天津大学       | 2010年11月25日 | 天津市           | 教育部   |
| 同济大学       | 2010年11月25日 | 上海市           | 教育部   |
| 西北工业大学   | 2010年11月25日 | 陕西省西安市     | 工信部   |

此外，卓越联盟还与湖南大学有合作关系，但后者并未加入联盟。

## 历史
以北京大学为首的13所高校招生联盟（“北约”）和以清华大学为首的7所高校联盟（“华约”）相继组建后，同济大学和天津大学亦牵头组建高校联盟。2010年11月25日，8所学校在同济大学签署《卓越人才培养合作框架协议》，组建“卓越联盟”。8校同意全方位合作，并在2011年的自主招生录取中实行联考。5日后，重庆大学签署加入该协议。
2011年1月7日，卓越联盟9校研究生院院长联席会议上签署了《卓越研究生生源合作协议》。一个月后，湖南大学研究生院签署加入该协议。
2014年9月，国务院发布《关于深化考试招生制度改革的实施意见》，叫停各类自主招生联考。同年11月，联盟各高校发布宣言，表示将继续推进校际资源共享。

## 合作
卓越大学联盟曾组织“卓越人才培养合作高校联合自主选拔录取学业能力测试”。首场考试于2012年2月开考，共有35,124名高三学生参加；联盟成员将根据各校的方案再作进一步的测试或面试，以确定录取对象。
相较于同期成立的“北约”和“华约”仅共同组织自主招生联考，卓越联盟在学生入学后的教学培养、科研探索、国际交流以及产学研等多个领域均有合作，如研究生招生时共享生源、图书馆资源共享、学生互换与学分互认、国际高校联盟合作等。此外，联盟每年均举行校长联席会议。